# Ottoschulzia rhodoxylon
Ottoschulzia rhodoxylon är en tvåhjärtbladig växtart som först beskrevs av Urban, och fick sitt nu gällande namn av Urban. Ottoschulzia rhodoxylon ingår i släktet Ottoschulzia och familjen Icacinaceae. Inga underarter finns listade i Catalogue of Life.